# Grupa Bieniakonie
Grupa „Bieniakonie” – jednostka organizacyjna Wojska Polskiego okresu wojny polsko-bolszewickiej.
Jej dowódcą był kpt. Marian Zyndram-Kościałkowski, późniejszy premier Rządu RP (1935-1936).
7 października 1920 wyruszyła z okolic Terenowa na Wilno. Celem akcji było opanowanie miasta znajdującego się w rękach Litwinów na podstawie nieuznawanego przez Piłsudskiego traktatu litewsko-bolszewickiego. 20 października wkroczyła do Wilna.
31 marca 1922 roku zostały zlikwidowane Poczty Polowe Nr 23 i 72. Od 1 kwietnia tego roku Dowództwo Grupy Bieniakonie i podległe mu oddziały przeszły „pod obsługę cywilnych pocztowych w swych miejscach postoju”.